# Listă de organizații media din România
Aceasta este o listă de organizații media din România:
- Asociația Consumatorilor de Media — ACM Arhivat în 20 mai 2009, la Wayback Machine.
- Asociația Patronală a Editorilor Locali — APEL Arhivat în 13 decembrie 2010, la Wayback Machine.
- Asociația Română de Comunicații Audiovizuale — ARCA
- Asociația Jurnaliștilor din România — AJR
- Agenția de Monitorizare a Presei
- Centrul Român pentru Jurnalism de Investigație — CRJI Arhivat în 21 iulie 2011, la Wayback Machine.
- Clubul Român de Presă
- Convenția Organizațiilor Media COM Arhivat în 29 decembrie 2010, la Wayback Machine.
- Centrul pentru Jurnalism Independent — CJI [1]
- Federația Română a Jurnaliștilor MediaSind — MediaSind
- Patronatul Presei Române (PPR)
- Consiliul Național al Audiovizualului (CNA)

După breaslă
- Asociația Presei Auto din România (APAR)